# Schistura pakistanica
Schistura pakistanica är en fiskart som först beskrevs av Mirza och Banarescu, 1969.  Schistura pakistanica ingår i släktet Schistura och familjen grönlingsfiskar. Inga underarter finns listade i Catalogue of Life.